# Nana Esi
Nana Esi (1990) is een  Belgische grafisch vormgeefster. Ze is medeoprichter van designstudio Atelier Brenda en is als creatief directeur betrokken bij het platenlabel STROOM.tv.

## Carrière

### Atelier Brenda
Samen met Sophie Keij richtte ze in 2012 de designstudio 'Atelier Brenda' op. De twee ontwerpers wilden oorspronkelijk een website creëren voor hun portfolio, wat uiteindelijk uitmondde in een online platform en later een designstudio. De activiteiten van Esi omvatten digitale media, logotypes, vinyl, webdesign, tentoonstellingen, textiel, audiovisual narratives, onderzoek en advies.
Sinds 2018 is het duo designer voor de Brusselse Beursschouwburg waar ze samenwerken met Amélie Bakker.
Hun portfolio omvat daarnaast nog werk op het gebied van grafisch ontwerp, creative direction en ruimtelijk ontwerp voor onder andere new-age muzikant Laraaji, voor de platenlabels Lullabies For Insomniacs, Aguirre en Onderstroom Records, en het Full Moon Healing festival.

### STROOM.tv
Nana Esi is creative director bij het multimediaplatform STROOM.tv en verzorgt de visuals en het artwork.

### Vocatio
Esi ontving in 2020 een beurs van de Vocatio organisatie om artistiek onderzoek te verrichten.
- MusicBrainz: f55fb81d-aeca-44d8-968c-261076db072c